# Anazarbo

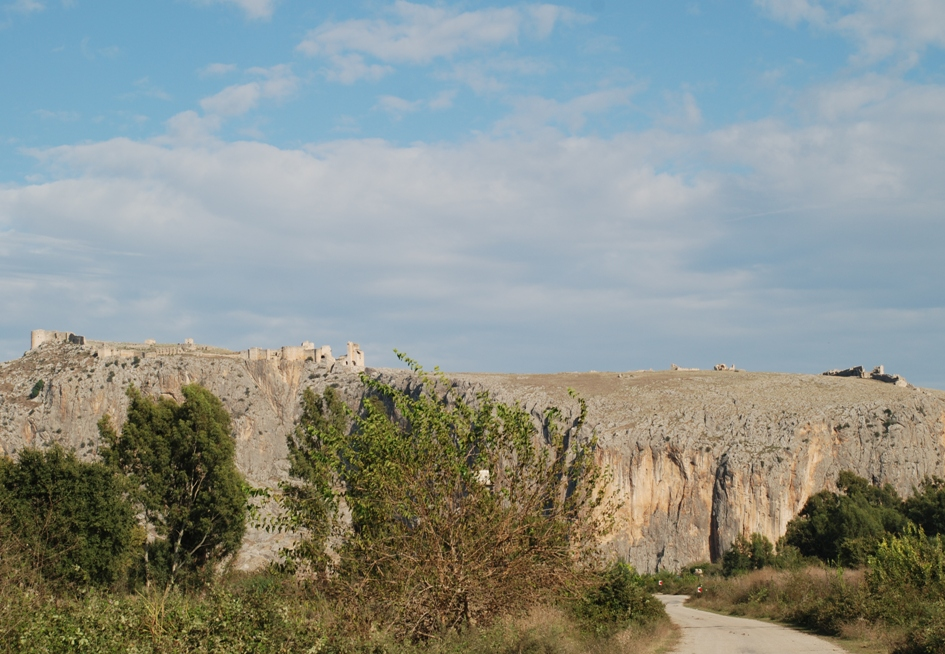
Vista da acrópole e castelo de Anazarbo

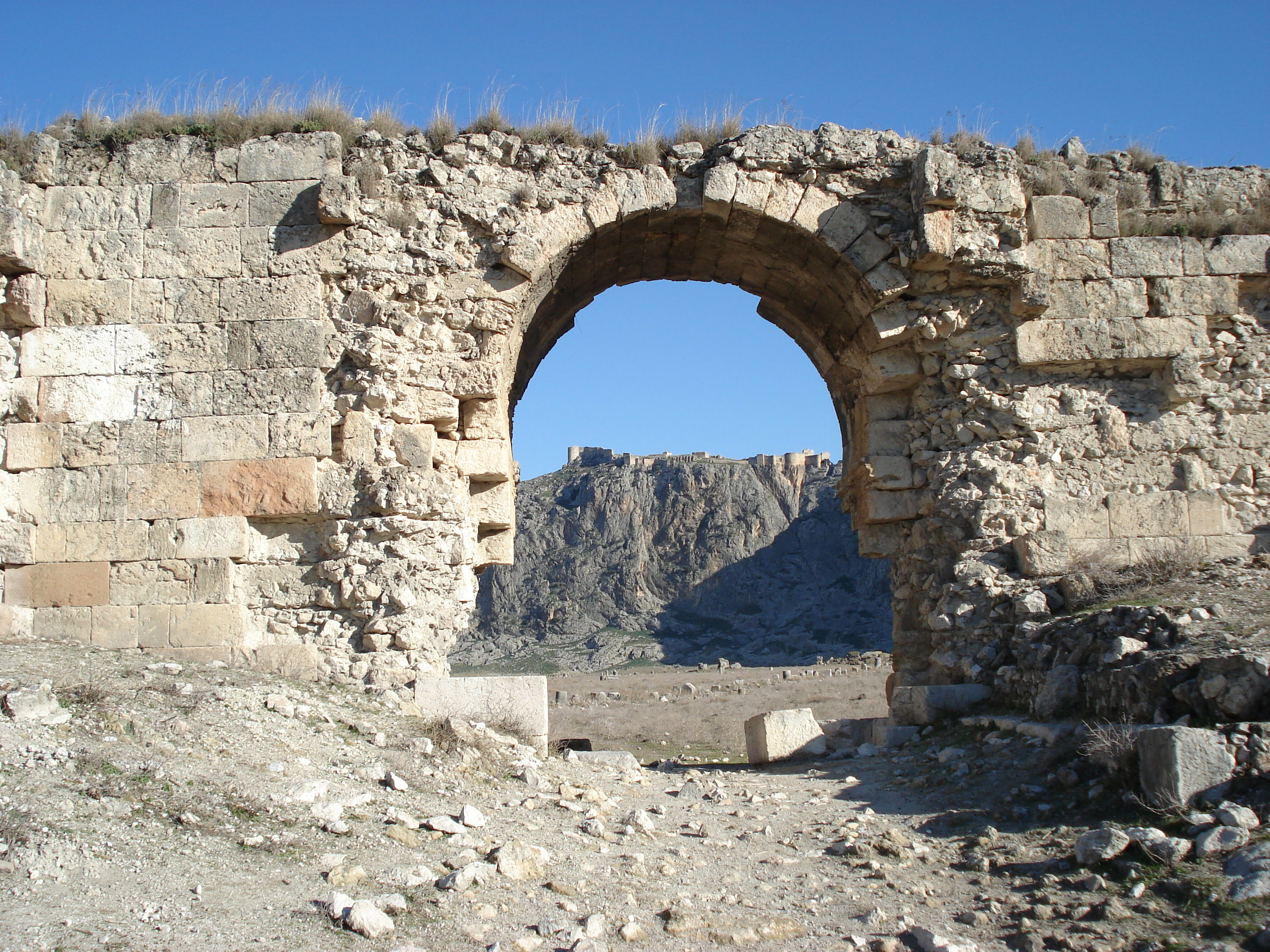
Portão ocidental com o castelo ao fundo

Anazarbo, Anazarba ou Anazarb (em grego: Anazarbos; em latim: Anazarbus; em arménio: Անարզաբա), também chamada Cesareia no Anazarbo (Caesarea ad Anazarbum) e Justinópolis ou, mais tarde, Anazarva ou Anavarza (em árabe: عين زربا; romaniz.: Aïn Zarba; em turco: Çeçenanavarza), foi uma cidade da Antiguidade situada na Cilícia. Atualmente conhecida em turco como Aǧaçli, situa-se sudeste da Anatólia, no que é hoje a província turca de Adana, perto da pequena aldeia de Dilekkaya, no distrito de Kozan.
Pedânio Dioscórides, o médico, farmacologista e botânico, considerado o pai da farmacognosia nasceu em Anazarbo c. 50 a.C.

## Localização e história
A cidade situava-se na Cilicia Pedia, a parte plana da Cilícia atualmente chamada planície de Çukurova em turco, cerca de 15 km a ocidente do leito principal do rio Píramo (atual Ceyhan), e junto ao seu afluente atualmente chamado Sempas Su. A sua acrópole erguia-se sobre um cume elevado e isolado.
Apesar de algumas das suas construções serem certamente pré-romanas, a identificação da cidade com Cinda, a famosa cidade do tesouro das guerras do diádoco Eumenes de Cárdia (século IV a.C.), que é feita na Suda não é aceite como verídica atendendo a que Estrabão situa Cyinda inequivocamente na Cilícia ocidental.
Durante o início do Império Romano, o lugar foi conhecido como Cesareia e era a metrópole da Cilicia Secunda. Reconstruída pelo imperador bizantino Justino I (r. 518–527) depois de um terramoto, tornou-se Justinópolis em 525, mas o nome antigo persistiu. Mais tarde, Teodoro I da Arménia Menor fez dela a sua capital no início do século XII. Chamava-se então Anazarva.
Anazarbo fazia parte de uma linha de fortalezas que se estendia pela Cilícia. Outras fortalezas próximas eram o castelo de Sis (atual Kozan), a norte, o castelo de Tumlu (Tulum Kale) a sudoeste e o castelo de Amuda (Hemite Kalesi) a sudeste. As suas defesas naturais e a sua localização, não muito longe da entrada do passo de Sis e perto da grande estrada que saía das Portas Cilícias, fez com que Anazarbo tivesse um papel muito importante nos confrontos entre o Império Bizantino e os primeiros invasores muçulmanos. 
Foi reconstruída pelo califa abássida Harune Arraxide em 796 e extensamente refortificada pelo emir hamadânida Ceife Adaulá (r. 945–967) em meados do século X, o que não a salvou de ser saqueada pelos cruzados nem de ser reconquistada pelos Arménios. A maior parte das fortificações que restam atualmente, incluindo as muralhas de cortina e a torre de torre de menagem datam deste período e foram construídas pelos Arménios. Por fim, os Mamelucos do Egito destruíram a cidade em 1374.

## No presente
A muralha hoje existente na parte baixa da cidade é de construção tardia. Rodeia um amontoado de ruínas vistosas, entre as quais se destacam um arco do triunfo, colunatas de duas ruas e um ginásio. Fora das muralhas, a sul, há um teatro e um estádio. Os restos das fortificações da acrópole são muito interessantes, nomeadamente pelos caminhos e valas escavadas na rocha e, além das ruínas de duas igrejas, uma portaria e uma torre de menagem construída por Teodoro I. Também são dignos de nota os três aquedutos e uma necrópole na zona sul, bastante completa, mas com sinais de escavações ilegais modernas. Na parte alta da cidade não restam quaisquer estruturas apreciáveis.
Os aquedutos acima mencionados estão quase completamente destruídos e só algumas pequenas partes isoladas permanecem de pé, encontrando-se a maior parte reduzida a montes de entulho que se estendem ao longo do percurso onde os aquedutos se erguiam. É provável que a destruição se deva a um violento terramoto que atingiu a área em 1945.
Na modesta aldeia agrícola de Dilekkaya, situada a sudoeste da antiga cidade, há um pequeno museu ao ar livre com alguns artefatos recolhidos na área. Nas proximidades há também mosaicos descobertos num campo agrícola.